# Walschbronn

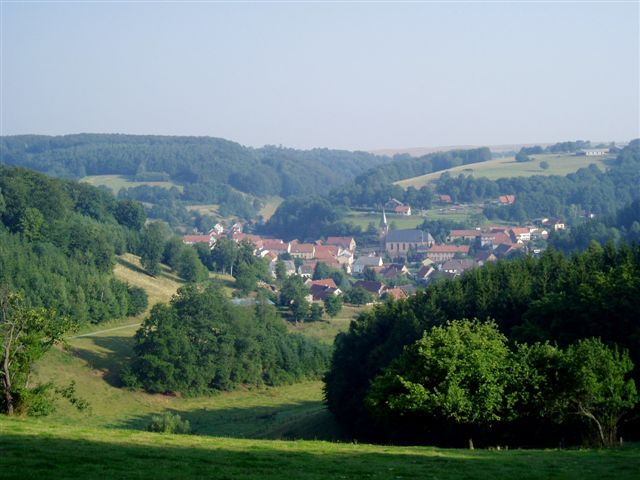
Walschbronn und Umgebung

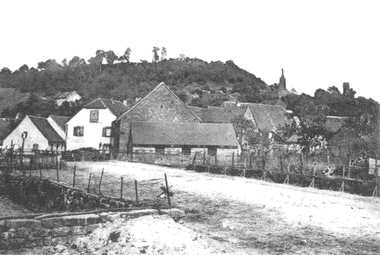
Walschbronn Mitte des 20. Jahrhunderts

Walschbronn ist eine französische Gemeinde mit 392 Einwohnern  (Stand 1. Januar 2022) im Département Moselle in der Region Grand Est. Sie gehört zum Arrondissement Sarreguemines, zum Kanton Bitche und ist Teil des grenzübergreifenden Biosphärenreservates Pfälzerwald-Nordvogesen. Sie war im Mittelalter ein bedeutender Badeort. Die Einwohner nennen sich auf Französisch Walschbronnois.

## Geografie
Das Dorf liegt in den Nordvogesen als Grenzort zur Pfalz an der Trualbe, die auf diesem Abschnitt auch „Schwarzbach“ genannt wird, einem Nebenfluss des Hornbachs, und an der Straße D 962 von Volmunster nach Pirmasens. Die nächste deutsche Nachbargemeinde ist Kröppen.

## Geschichte
Zahlreiche Grabhügel am Hohen Hübel und direkt an der Staatsgrenze im Stausteinerwald weisen auf eine dauerhafte keltische Besiedelung der Gegend schon um etwa 5. Jahrhundert v. Chr. hin.
Gallo-römische Funde sind ab dem 2. Jahrhundert vorhanden. So ist eine Römerstraße nachgewiesen. Als Stanislaus I. Leszczyński 1755 die Instandsetzung der schadhaften Badeanlagen veranlasste, kamen ein römischer Votivstein und viele Münzen zum Vorschein. Es wird angenommen, dass die Heilquellen von Walschbronn den Römern bereits bekannt waren.
Nach der Gründung des Klosters Hornbach durch den heiligen Pirminius im Jahre 742, wurde auch das Gebiet um Walschbronn von dort aus urbanisiert.
Eine erste konkrete Erwähnung des Dorfes erfolgte im Jahr 1080 noch unter dem Namen Galesburas (Gales = Gallert, Buras = „Brunnen“), was als Hinweis auf die petroleumhaltigen Quellen gilt. Bereits 1170 wurde allerdings schon Walsburn geschrieben. Nach Rohr soll dies Waldbrunnen heißen, nach anderer Ansicht ist es vom germanischen Vornamen Walo abzuleiten.
Wie der ganze heutige Kanton Volmunster gehörte Walschbronn im Mittelalter zu Zweibrücken-Bitsch. Graf Friedrich vermachte den Grundbesitz und die Kirchenrechte jedoch im Jahr 1196 an die neugegründete Abtei Sturzelbronn.
Um 1490 errichtete Graf Simon IV. Wecker von Zweibrücken-Bitsch in Walschbronn ein Jagdschloss, heute „Weckerburg“ genannt. Die Burg war später in Besitz von Georg von Zweibrücken-Bitsch und  Ochsenstein († 1559) sowie Jakob von Zweibrücken-Bitsch. Nach dessen Tod im Jahre 1570 wurde das Gebäude aufgegeben und verfiel zur Ruine.
Im 15. und 16. Jahrhundert muss die Heilquelle bereits einen weiten Ruf genossen haben, denn die deutschen Kaiser Friedrich III. und Karl V. waren Förderer des Bades. Der Badebetrieb war eine bedeutende Einnahmequelle für das Haus Zweibrücken-Bitsch, bevor die Quelle in den Verwüstungen des Dreißigjährigen Krieges versiegte.
Nach den Schrecken dieses Krieges waren in dem vorher über vierhundert Häuser zählenden Dorf elf Einwohner verblieben. Herzog Leopold Josef von Lothringen ordnete 1713 den Wiederaufbau der Bäder und die Errichtung von Häusern im Baustil des Wasgau an. 1756 veranlasste Stanislaus Leszcynski noch einmal eine Renovierung, doch schon zehn Jahre später versiegte der Brunnen endgültig.
Mit der Grenzlage, in die Walschbronn im 18. Jahrhundert zunehmend geriet, verlor der einst ansehnliche Ort mehr und mehr an Bedeutung. Von fast 1000 Einwohnern an der Wende zum 19. Jahrhundert ist die Bevölkerungszahl bis heute auf etwa die Hälfte zurückgegangen. Durch einen steigenden Anteil Deutscher, die wegen der niedrigeren Immobilienpreise ihren Wohnsitz hierher verlegt haben, ist in den letzten Jahren der Abwärtstrend gestoppt worden.
Kirchlich hatte Walschbronn einst eine große Bedeutung. Zu der Pfarrei gehörten Ortschaften beiderseits der heutigen Staatsgrenze, nämlich Waldhouse, Hanviller, Roppeviller, Liederschiedt, Kröppen, Trulben, Hilst, Schweix, Eppenbrunn, Vinningen, Riedelberg, Großsteinhausen, Kleinsteinhausen und Niedersimten vor den Toren von Pirmasens. Nach der Französischen Revolution änderten sich die Bistumsgrenzen und Walschbronn verlor die Gemeinden jenseits der lothringischen Grenze.
Das Gemeindewappen ist „redend“: Walsch oder welsch bedeutet keltisch, worauf das Keltenkreuz zurückzuführen ist; -bronn steht für Brunnen.

### Bevölkerungsentwicklung
| Jahr      | 1962 | 1968 | 1975 | 1982 | 1990 | 1999 | 2007 | 2019 |
| Einwohner | 542  | 552  | 539  | 532  | 478  | 525  | 548  | 438  |

## Sehenswürdigkeiten
- ehemaliges Jagdschloss mit Resten von zwei runden Wehrtürmen und Mauerreste mit Schießscharten
- Vier Meter hohe Herz-Jesu-Statue von 1909 auf einem 10 m hohen Sockel
- Kirche Saint-Benoît

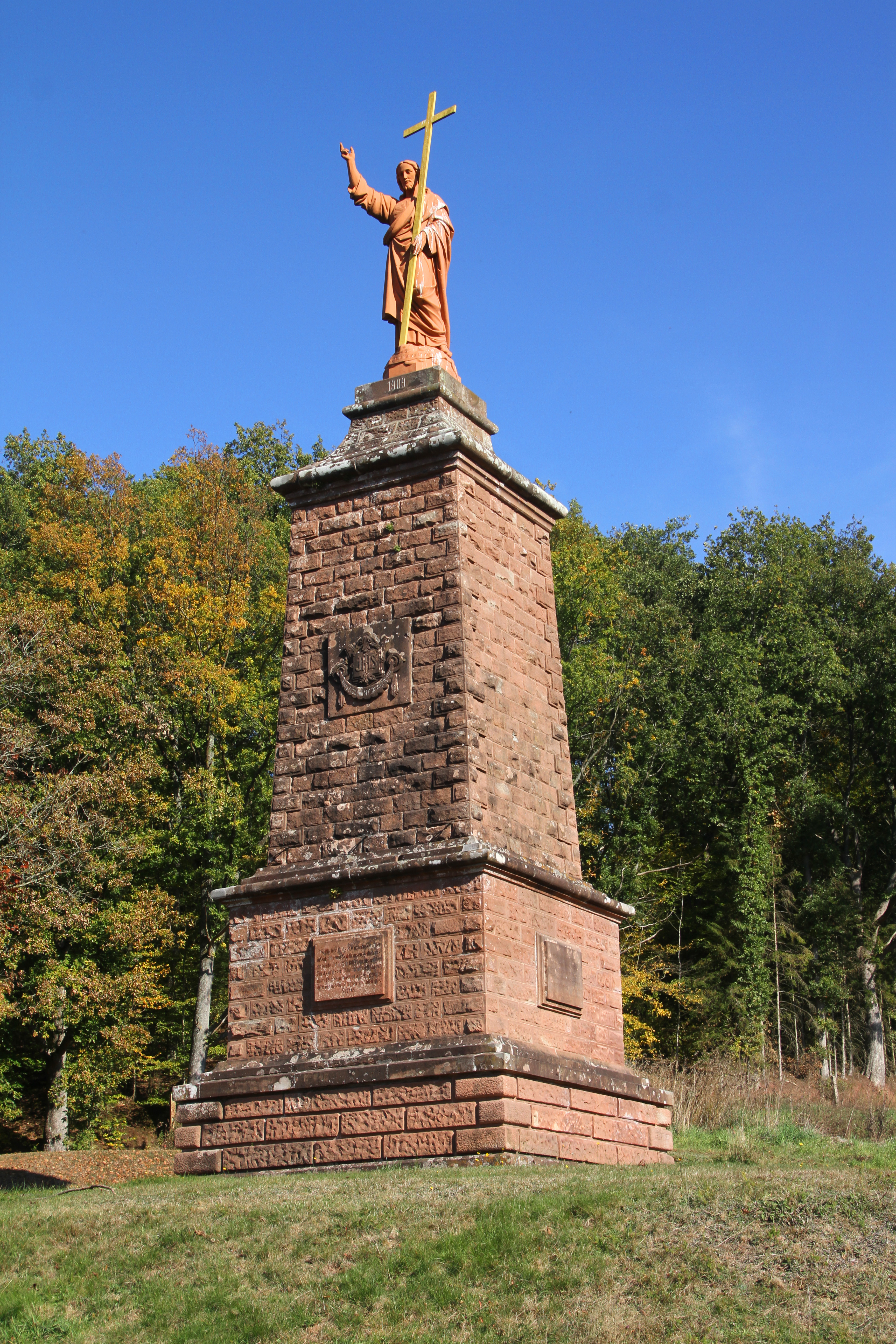
Herz-Jesu-Statue
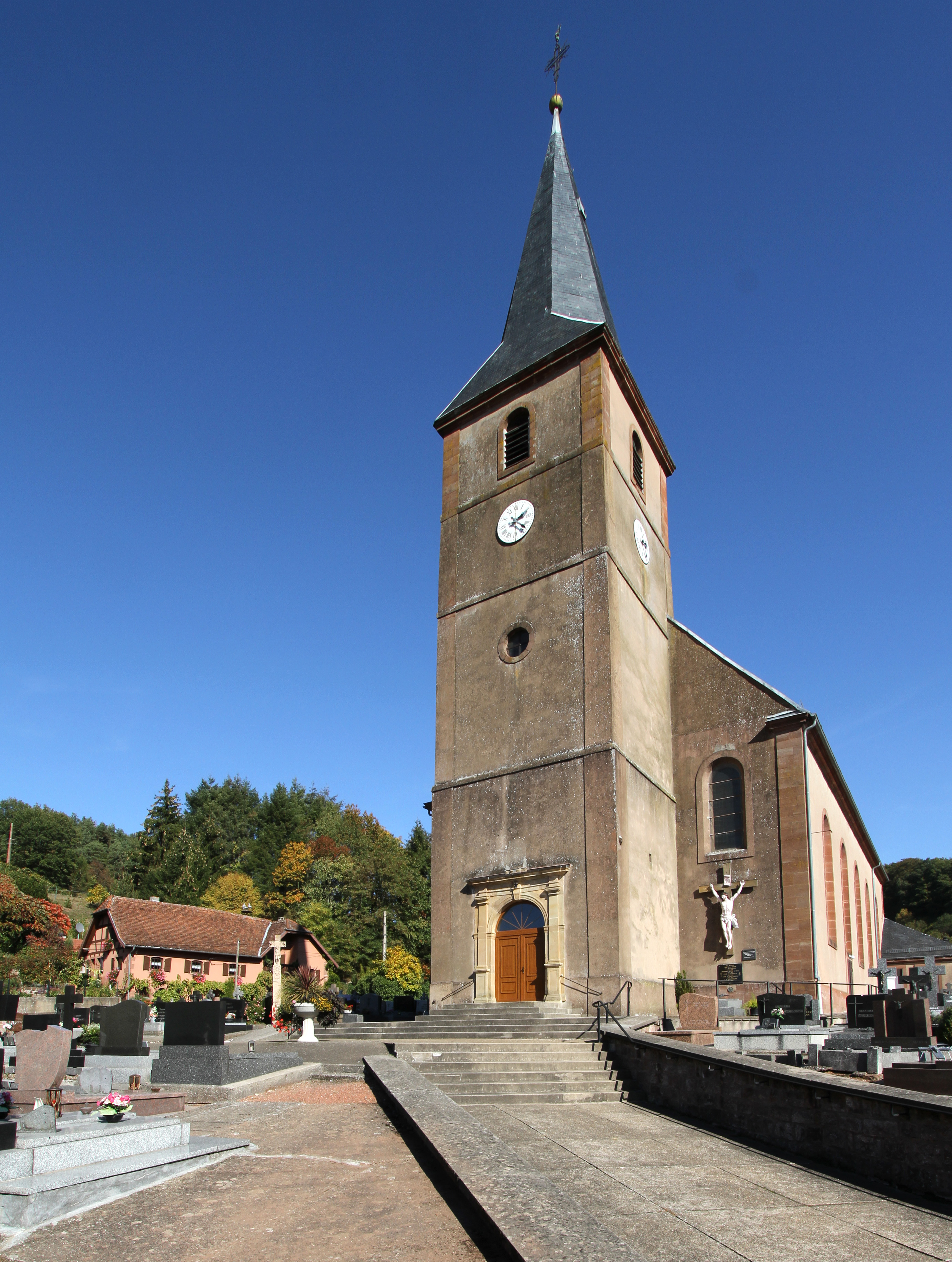
Kirche St. Benedikt

## Wirtschaft und Infrastruktur
- Walschbronn ist Grenzübergang an der D 962, einer Verbindungsstraße zwischen Pirmasens und Bitche.
- Die Landwirtschaft geht zurück, es ist jedoch noch etwas Milchviehhaltung vorhanden. Die Milch wird großteils in der örtlichen Käserei verarbeitet.
- Die Gastronomie ist ein wichtiger Erwerbszweig im Ort.

## Gemeindepartnerschaft
- Hirzweiler, Ortsteil von Illingen im Saarland

## Belege
1. ↑  Château du Weckersburg à Walschbronn. Abgerufen am 16. Februar 2019.
2. ↑  Wappenbeschreibung auf genealogie-lorraine.fr (französisch)